# 卡勒韋鎮區 (明尼蘇達州貝克縣)
卡勒韋鎮區（英語：Callaway Township）是位於美國明尼蘇達州貝克縣的一個行政鎮區。

## 地方資料
卡勒韋鎮區的面積為91.40平方千米，當中陸地面積為87.70平方千米，而水域面積為3.70平方千米。根據2020年美國人口普查的數據，當地共有人口304人，而人口密度為每平方千米3.33人。